# Obereopsis paratogoensis
Obereopsis paratogoensis là một loài bọ cánh cứng trong họ Cerambycidae.